# Baymax
Baymax es un personaje de ficción, superhéroe que aparece en cómics estadounidenses publicados por Marvel Comics. Creado por Steven T. Seagle y Duncan Rouleau, Baymax apareció por primera vez en Sunfire & Big Hero 6 # 1 (septiembre de 1998). Baymax comienza su existencia como el Proyecto de ciencia de Hiro Takachiho. Originalmente diseñado para ser un sintetizador robótico hidroeléctrico programado para servir como el guardaespaldas personal, mayordomo y chofer de Hiro, Baymax se convierte en el mejor amigo y padre de Hiro cuando el joven inventor programa los engramas del cerebro de su padre fallecido en la inteligencia artificial de Baymax. Cuando el Giri recluta a Hiro para formar parte del novato Big Hero 6, Baymax también se une al equipo, donde su fuerza fenomenal, increíble vigilancia y capacidades de análisis de datos han demostrado ser útiles.
Baymax es un robot auxiliar, que proporciona asistencia al anfitrión o invitado en su presencia. Es un robot blanco inflable con sus piezas de metal construidas desde el interior.
Baymax es un sintetizador artificial capaz de sintetizar su cuerpo en varias formas: un macho humanoide grande, "Battle-Dragon" y "Action-Mecha". El primero sirve como su forma predeterminada, diseñado para ser menos llamativo en público mientras atiende las necesidades diarias de Hiro. Sus otras formas, significativamente más poderosas e imponentes, se usan principalmente durante misiones encubiertas y otras operaciones hostiles. En todas sus formas, Baymax tiene escáneres internos y sensores capaces de detectar y evaluar las amenazas planteadas por las formas de vida cercanas. También está programado con técnicas de combate, como karate, taekwondo, western boxing y Wing Chun.
Baymax aparece en la película de animación de Disney de 2014 Big Hero 6, y medios relacionados como series de televisión y videojuegos, con la voz de Scott Adsit. Él es representado como un robot inflable construido por Tadashi, el hermano mayor del protagonista Hiro Hamada, para servir como un compañero de atención médica. Cuando está con Big Hero 6, Baymax usa una armadura que tiene alas que le permite volar, mientras que sus puños pueden desprenderse como golpes de cohetes. La armadura también tiene imanes unidos a su espalda para que Hiro se quede mientras vuela.

## Historial de publicaciones
Creado por Steven T. Seagle y Duncan Rouleau en su tiempo libre mientras trabajaban en otro proyecto, Baymax fue pensado inicialmente para aparecer con el resto de Big Hero 6 en Alpha Flight # 17 (diciembre de 1998). Sin embargo, el equipo apareció por primera vez en su propia serie de tres miniseries titulada por el escritor Scott Lobdell y el artista Gus Vasquez, que debido a problemas de programación, fue publicada antes del Alpha Flight # 17.

## Biografía ficticia
Monster Baymax comenzó su existencia como un proyecto de ciencia creado por Hiro. Originalmente fue diseñado para ser un sintetizador robótico de energía hidráulica programado para servir como guardaespaldas personal, mayordomo y chofer de Hiro. Sin embargo, antes de la finalización del proyecto, el padre de Hiro murió y el joven inventor programó la inteligencia artificial de Baymax utilizando los engramas cerebrales de su padre recién fallecido. Con los pensamientos y las emociones del padre de Hiro, Baymax se convirtió en mucho más que un guardaespaldas robótico. También funciona como el mejor amigo y figura paterna de Hiro, y está a su lado casi cada hora de cada día. Baymax también siente un profundo apego por la madre de Hiro; sin embargo, Hiro y Baymax decidieron que no era lo mejor para ella informarle que los recuerdos de su marido difunto se usaron como base para la inteligencia artificial de Baymax, al menos por el momento.
Baymax está programado para servir y proteger a Hiro y, por lo tanto, no puede permitir que su creador se coloque en situaciones posiblemente peligrosas. Cuando el Giri intentó reclutar a Hiro para formar el novato súper equipo conocido como Big Hero 6, Baymax también estaba en su lista de potenciales operativos. Baymax se opuso a la idea de que Hiro se pusiera en peligro pero accedió a unirse al equipo después de que el Everwraith, la encarnación astral de los asesinados en los ataques nucleares de Hiroshima y Nagasaki en 1945, secuestró a la madre de Hiro. Baymax continúa sirviendo junto a Hiro en Big Hero 6, donde su fuerza fenomenal y capacidades increíbles de vigilancia y análisis de datos han demostrado ser muy útiles.

## Poderes y Habilidades
Baymax es capaz de sintetizar su cuerpo en diversas formas. Su forma predeterminada es un macho humanoide grande diseñado para ser menos llamativo en público mientras atiende las necesidades diarias de Hiro. Sus otras formas, "Battle-Dragon" y "Action-Mecha", son significativamente más poderosas e imponentes que su forma humanoide predeterminada, y se usan principalmente durante misiones encubiertas y otras operaciones hostiles. Cuando Baymax sufre lesiones físicas más allá de su umbral de daño, automáticamente regresa a su forma humanoide y se desactiva temporalmente.
En todas sus formas, Baymax está equipado con escáneres internos y sensores capaces de detectar y evaluar la amenaza que representan las formas de vida en las inmediaciones. También puede implementar monitores remotos para registrar eventos desde lejos. Sus pies están equipados con motores a reacción capaces de generar un empuje suficiente para propulsarlo a velocidades de hasta Mach 4. Puede enviar, recibir e interceptar transmisiones de radio, y monitorea todas las redes mantenidas por el Ministerio de Defensa japonés. Baymax también está directamente relacionado con la Red Cibernética Central (CCN) personal de Hiro. Como resultado, cuando Baymax no se encuentra cerca de Hiro, puede ser convocado inmediatamente a través de un dispositivo de comunicación montado en la muñeca de Hiro. Baymax también está conectado a las gafas cibernéticas de Hiro, de modo que todo lo que Hiro ve y oye mientras usa las gafas se almacena en Baymax.
Baymax está programado con técnicas de combate de varias formas de combate, incluyendo karate, taekwondo, western boxing y Wing Chun. Posee un endo/exoesqueleto de poliminio duradero resistente a la mayoría de las formas de balística pequeña. Baymax usa el agua como su principal fuente de energía para la locomoción. Su sistema de inteligencia artificial está basado en tarjetas de memoria y contiene pensamientos y emociones del padre de Hiro, el industrialista Tomeo Takachiho.

## En otros medios

### Versión de Disney

#### Película
En Big Hero 6, Baymax es interpretado por Scott Adsit. En la película, se lo representa como un robot inflable con un esqueleto de fibra de carbono construido por el hermano mayor de Hiro Hamada, Tadashi, para servir como acompañante de un proveedor de atención médica personal. El codirector Don Hall dijo: "Baymax ve el mundo desde una perspectiva: solo quiere ayudar a la gente, ve a Hiro como su paciente". El productor Roy Conli dijo que "el hecho de que su personaje sea un robot limita la forma en que se puede emocionar, pero Scott fue divertido. Tomó esos límites y fue capaz de dar forma al lenguaje de una manera que te hace sentir la emoción y el sentido del humor de Baymax. fue capaz de transmitir cuánto le importa a Baymax". La película fue lanzada bajo el título Baymax en Japón y Alemania. El diseño de Baymax en la película se inspiró en el anime japonés y los juguetes Shogun Warriors. El diseñador Mecha, Shigeto Koyama, que previamente hizo el trabajo de diseño para la mecha anime como Gunbuster 2, Eureka Seven, Gurren-Lagann y Rebuild of Evangelion, trabajaron en el diseño de concepto para Baymax en la película.
Baymax se activa inmediatamente desde su compartimento de carga al sonido de una persona que experimenta dolor. Debido a ser un "compañero de cuidado de la salud", Baymax es calmado y enriquecedor, y una de las funciones de Baymax es que ubicado en su pecho es un pequeño puerto de chips. Se puede insertar cualquier chip en él y darle a Baymax numerosas cantidades de conocimiento. Su chip de atención médica lo instruye con "10,000 procedimientos médicos diferentes". Más tarde, Hiro le da un chip de batalla que lo instruye sobre numerosas formas de artes marciales. Se muestra que cuando se retira su chip de asistencia sanitaria, Baymax se vuelve mortal y ligeramente incontrolable. Para cubrir su cuerpo fácilmente desinflable, Baymax usa una armadura roja brillante con acentos morados. El traje tiene alas que le permiten volar y sus puños pueden separarse como cohetes. Baymax también tiene pequeños imanes adheridos a su espalda que le permiten a Hiro aferrarse a él en vuelo.

#### Televisión
Baymax aparece en Big Hero 6: The Series con Adsit repitiendo el papel. El primer episodio, "Baymax Regresa" tiene lugar durante la última parte de la película donde Hiro reconstruye a Baymax. Hiro cambia su chip de batalla a un chip de superhéroe para que Baymax no se vuelva malvado como en la película. Más tarde, Yama logra copiar sus diseños y crea versiones malvadas de él aunque él y Big Hero 6 los destruyan. También se demostró que Baymax, ligeramente, desarrolló algunas capacidades de autoconciencia cuando captó la implicación de Wasabi de orinar con miedo. También se muestra que Baymax es versado en la evaluación psicológica e incluso ha captado el concepto de estrés emocional como se ve en "El Sr. Sparkles pierde su chispa".
Hiro más tarde construye otros dos Max que ayudan al Big Hero 6. Los primeros se presentan en "Mr. Sparkles pierde su chispa" llamados Skymaxes. Son seis drones coloreados individualmente que contienen y entregan los trajes del equipo donde quiera que estén. La otra es una versión en miniatura de Baymax llamado Mini-Max (expresado por John Michael Higgins) que sirve de niñera para Fred cuando el resto del equipo está en clase. El mismo Fred parece verlo como un compañero que el equipo nunca lo corrigió. El episodio "Portal Enemy", revela que el Baymax original todavía está flotando en la dimensión del portal.

#### Videojuegos
La versión de Disney de Baymax, con su armadura blindada, aparece en Disney Infinity 2.0 y Disney Infinity 3.0. Esa versión también aparece en Kingdom Hearts III, donde la historia del mundo de Big Hero 6 se establece como una continuación alternativa de los eventos de la película.